# Ars Hispana
Ars Hispana es una asociación sin ánimo de lucro con sede en Madrid (España), cuya finalidad es la recuperación y difusión del patrimonio musical español e hispanoamericano anterior al siglo XX.

## Historia
La asociación Ars Hispana fue fundada en Granada el año 2007 por los musicólogos Raúl Angulo Díaz, Antoni Pons Seguí y Marta Serrano Serrano Gil. Su primer proyecto se centró en recuperar una selección de obras del compositor Juan Francés de Iribarren (1699-1767), que fueron interpretadas en diversos festivales de música entre 2007 y 2008 por el ensemble Opera Omnia. La actividad editorial se inició en 2009 con la publicación de la Opera Omnia de José Español (ca.1690-1758), la Obra selecta en tres volúmenes de Diego Pérez de Camino (1738-1796) y la zarzuela Coronis de Sebastián Durón (1660-1716). Entre 2010 y 2016, la Fundación Gustavo Bueno de Oviedo publicó las ediciones preparadas por los musicólogos de Ars Hispana. Desde 2017 la asociación Ars Hispana tiene su sede en Madrid y publica en su propia editorial. Sus principales líneas de investigación son los músicos que trabajaron para la Real Capilla de Madrid (Carlos Patiño, Sebastián Durón, José de Torres, Antonio Literes, José de Nebra, Francisco Corselli, etc.) y la música escénica barroca. También presta especial atención a los oratorios conservados del siglo XVIII.

## Líneas de trabajo
La labor de recuperación y difusión del patrimonio musical realizada por Ars Hispana se basa principalmente en la publicación de ediciones musicales y libros y en el asesoramiento musicológico para músicos. Desde su fundación, Ars Hispana trabaja con diversos grupos de música e instituciones para dar a conocer las obras musicales que recupera.

## Premios
- Premio GEMA a la Investigación 2015

Por el proyecto "Delio Ardiente: las zarzuelas de Sebastián Durón” (1660-1716) junto al ensemble El Parnaso Español y su director Fernando Aguilá.
- Premio GEMA a la Investigación 2016

Por la recuperación del "Oratorio a Santa Bárbara" de José Lidón (1748-1827) junto al ensemble Acadèmia 1750 y el director Aarón Zapico.